# Burg Obernheim
Die Burg Obernheim, auch Burgbühl genannt, ist eine abgegangene Gipfelburg auf dem sich etwa 40 m über der Hochfläche des Großen Heubergs erhebenden 970,4 m ü. NN hohen Kuppe des „Burgbühls“ nordwestlich von Obernheim im Zollernalbkreis in Baden-Württemberg.
Die Burg wurde von den in Obernheim von 1251 bis 1391 genannten Niederadeligen Rittern von Obernheim erbaut, was auf eine Erbauungszeit in der Mitte des 13. Jahrhunderts weist. 1140 wurde ein Edelfreier von Obernheim genannt. Beide Adelsgeschlechter sind früh abgewandert und treten im Ort nicht in Erscheinung. Von der ehemaligen Burganlage auf einer Burgfläche von 80 mal 130 Metern ist nichts mehr erhalten.